# Ernst Hecker (Fabrik)
Ernst Hecker war eine Metall- und Lackierwarenfabrik in der sächsischen Stadt Aue.

## Geschichte
Die Fabrik wurde 1886 vom Schlosser Ernst Hecker gegründet und stellte Metallwaren für den Haushaltsbedarf her. Nachdem Ernst Hecker 1914 verstorben war, erfolgte ein Zusammenschluss mit der Aktien-Gesellschaft Reinstrom & Pilz, die Niederlassungen in Schwarzenberg und Bockau besaß. So entstand ein breiteres Sortiment. Im Jahr 1907 übernahm der Schwiegersohn Wilhelm Schreiber die Produktion, die Firmierung erfolgte nun Ernst Hecker. Aktiengesellschaft Metallwarenfabrik Aue/Sachsen.
So tragen die Erzeugnisse drei verschiedene Logos – die einfache Buchstabenkombination E H in einem Dreierkreis, die Buchstaben E H A von einem langgezogenen Oval eingefasst und ein Storchvogel in einem Dreieck mit den Buchstaben EH.
In den 1920er Jahren beschäftigte die Fabrik 600 Arbeiter.
In der NS-Zeit, speziell während des Zweiten Weltkriegs, musste die Fabrik zeitgemäße Produkte herstellen, beispielsweise findet sich eine Luftschutz-Hausapotheke (Blechkasten) (Kennnummer 5-39/41).
Im Jahr 1941 gab die Fabrik gestückelte Sammelaktien zu 5.000 RM, 10.000 RM, 195.000 RM und 390.000 RM heraus (gesamt mehr als 500.000 RM, wobei die Anzahl der Aktien nicht bekannt ist), um ihr Kapital weiter aufzustocken.
In einem Buch (Demontagen in der Sowjetischen Besatzungszone) wird ausgeführt, dass 1945 eine Demontage erfolgte, was bedeutet, dass die Sowjetische Besatzungsmacht die Maschinen und Produkte als Reparation eingezogen hat. Eine spätere Produktionsaufnahme ist nicht erfolgt. Im Zusammenhang mit der Enteignung der Ernst Hecker AG Aue wurden auch sämtliche Betriebsmittel der Neustädter Emaillierwerke H. Ulbricht & Co. AG in Volkseigentum überführt. Die Löschung aus dem Handelsregister erfolgte 1950. Der Betrieb firmierte dann als VEB Emaillierwerk Neustadt (Sa.).

## Produkte (Auswahl)
In einer Anzeige aus dem Jahr 1926 (auf dem Umschlag des Straßenverzeichnisses) ist präzise zu lesen, dass die Metallwaren aus Kupfer, Messing und Zinn bestanden. Ausgewählte Erzeugnisse waren:
- Art-Déco-Likörservice, bestehend aus einem 6er Satz Likörkelche sowie einem Tablett mit Hammerschlagdekor.[8]
- Tee- und Kaffeekannen[3][9]
- Zuckerdosen und Milchkännchen[3][9]
- Gießkannen für Haus und Garten aus emailliertem Weißblech[10]
- Fruchtpressen[11]
- Hausapotheken (s. o.)